# Alaotra-tavi bambuszmaki

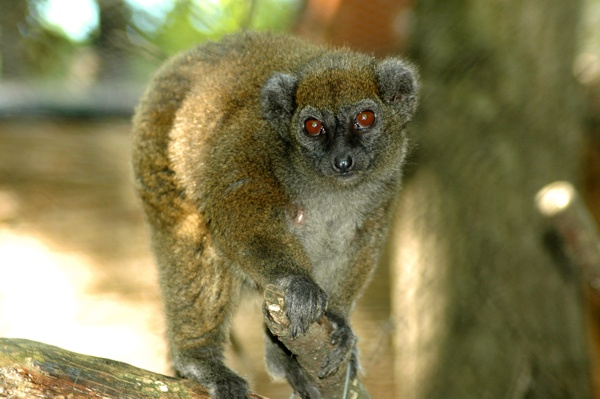

Az Alaotra-tavi bambuszmaki (Hapalemur alaotrensis) nem az emlősök (Mammalia) osztályába, a főemlősök (Primates) rendjébe és a makifélék (Lemuridae) családjába tartozó faj.

## Rendszertani besorolása
Az Alaotra-tavi bambuszmaki faji hovatartozása ma is vita tárgya, régebben a szürke bambuszmaki (Hapalemur griseus) alfajának tartották, ma már sokan külön fajnak tekintik.

## Előfordulása
Madagaszkár keleti részén, a szigetország legnagyobb tavának, az Alaotra-tó mentén él egyre kevesebb számban.
A főemlősök között egyedülálló élőhelyeken, a tavak szegélyező nádasban és papiruszsásosban él.
Egészen az 1950-es évekig a tótól 60 kilométerre északra található Andilamena környékén is előfordult, mára azonban onnan kihalt.

## Megjelenése
Hossza 38-40 centiméter, a farka 39-41 centiméter hosszú, a kifejlett állatok 1,1-1,4 kg súlyúak. Valamivel nagyobb, mint a közeli rokon szürke bambuszmaki.
Szőrzete sűrű és gyapjas. Az állat testének felső részén sötét szürkésbarna színű, míg a hasán világosabb. Fejének felső része gesztenyebarna, ez a szín a vállakon is előfordulhat.
Feje kerek, arca szürke. Mint minden bambuszmakinak orra rövid, fülei alig látszanak ki a szőrzetből.

## Életmódja
Napi aktivitására jellemző a katemaritás, vagyis nem állapítható meg egyértelmű nappali vagy éjszakai életmód. Napi aktivitásai csúcsai a nappali időszak első és utolsó három órájára esnek, de olykor éjszaka is aktív.
Gyorsan képes futni a földön, de kiválóan mászik a fákon is. Ezen faj egyedei szívesen ugrálnak a víz felszínén lévő sűrű növényzeten, sőt úszni is jól tudnak. Legszívesebben azonban a bozótsűrűségű bambuszerdőben tartózkodnak.
Kis, 2-9 egyedből álló csoportokban él. A csoportok többnyire egy szülőpárból és fiatal utódaikból állnak. A nagyobb csoportokban olykor kettő kifejlett nőstény is lehet.
Egy-egy csoport territóriuma 1-8 hektár közötti. Revírjét szaganyagokkal és hangokkal védelmezi a szomszéd csoportoktól.
A csoporton belül a kölcsönös szőrzetápolás fontos szociális szereppel bír.
Tápláléka elsősorban nádból, papiruszsásból és bambuszból áll.
A kemény, rendkívül rostos, magas ciántartalmú bambuszt a többi főemlős nem tudja elfogyasztani. A makikat hosszú, tűhegyes szemfogaik segíti a kemény növényi részek aprításában.

## Szaporodása
A párzási időszak a vadonban általában júniusra esik, az ellések pedig szeptember és február között zajlanak le. Az északi félteke állatkertjeiben azonban más időszakban is lehetséges a párzás, illetve az utódok világra jövetele.
Általában egyetlen utódja születik, de elég gyakran (nagyjából az ellések 40%-ában) ikrek születnek.
A fiatal makik elég fejletten jönnek a világra, születésük után már képesek anyjuk hátára felmászni és az anyaállat többnyire mindenhová magával viszi őket. A kölyköt 3 hónapos koráig hordja az anyja, de előfordul, hogy az apja is átveszi őt egy időre.
A fiatalok 2–3 éves korukban válnak ivaréretté.
Élettartamuk 10-15 év, állatkertekben akár 20-25 év is lehet.

## Természetvédelmi helyzete
A faj teljes populációja egy nagyjából 200 km²-es területen fordul elő az Alaotra-tó körül. Ezen a területen belül sem fordul elő egységesen mindenütt, hanem két alpopulációra bomlik. A kisebbik csoport a tő északi partján egy félszigeten él, míg a legtöbb állat a tó délnyugati részének nádasaiban él.
Fő veszélyeztető tényezője az élőhelyvesztés, mivel a nádasokat rizsföldek nyerése céljából ma is irtják. A fajra a védelem ellenére ma is vadásznak részben húsnyerés céljából, részben hogy élve házikedvencként tarthassák a parasztok.
Populációja a kutatások szerint az utóbbi tíz évben felére csökkent. Míg 1994-ben még 11.000 egyedre, addig 2002-ben már csak 2500 egyedre becsülte a Természetvédelmi Világszövetség az egyedszámát vadon, és a feltételezések szerint azóta is rohamosan fogynak a populációik. Legnagyobb problémát az élőhely csökkenése jelenti, vagyis az otthont adó mocsaras területek lecsapolása, a rizsföldek terjeszkedése.
Emiatt a fajt Vörös Listán a „kihalóban” levő kategóriába sorolta be.
Állatkertekben ritkán tartott faj, nagyjából 100 egyedét tartják világszerte. Az európai fajmegmentési programját (EEP) a Gerald Durrell alapította Durrell Wildlife Conservation Trust állatkertjében vezetik.
Magyarországon csak a Szegedi Vadasparkban él egy pár belőle. A vadasparkban élő párnak 2013 július 23-án kölyke született, mely az első Magyarországon született képviselője fajának.

## Fordítás
- Ez a szócikk részben vagy egészben  az   Alaotra-Bambuslemur című német Wikipédia-szócikk fordításán alapul.  Az eredeti cikk szerkesztőit annak laptörténete sorolja fel. Ez a jelzés csupán a megfogalmazás eredetét és a szerzői jogokat jelzi, nem szolgál a cikkben szereplő információk forrásmegjelöléseként.